# 埃利切
埃利切（義大利語：Elice），是意大利佩斯卡拉省的一个市镇。总面积14平方公里，人口1734人，人口密度123.9人/平方公里（2009年）。ISTAT代码为068018。